# Sankt Marein im Mürztal
Sankt Marein im Mürztal é um município da Áustria, situado no distrito de Bruck-Mürzzuschlag, no estado da Estíria. Tem 29,46 km² de área e sua população em 2019 foi estimada em 2.692 habitantes.